# Diverticolo
In anatomia il diverticolo è una formazione cava e sacciforme (estroflessione a dito di guanto) tappezzata da mucosa, che comunica con un organo cavo.
I diverticoli possono essere congeniti o acquisiti e si formano con frequenza nell'intestino crasso.
Se ne possono trovare nei diversi distretti del corpo umano, e a volte assumono il nome dello scopritore. Se ne propone un elenco:
- Diverticolo assiale
- Diverticolo di Zenker
- Diverticolo del colon
- Diverticolo esofageo
- Diverticolo epifrenico
- Diverticolo del sigma
- Diverticolo ipofisario
- Diverticolo mediotoracico
- Diverticolo vaginale
- Diverticolo vescicale
- Diverticolo laringeo